# 영국 최고법관

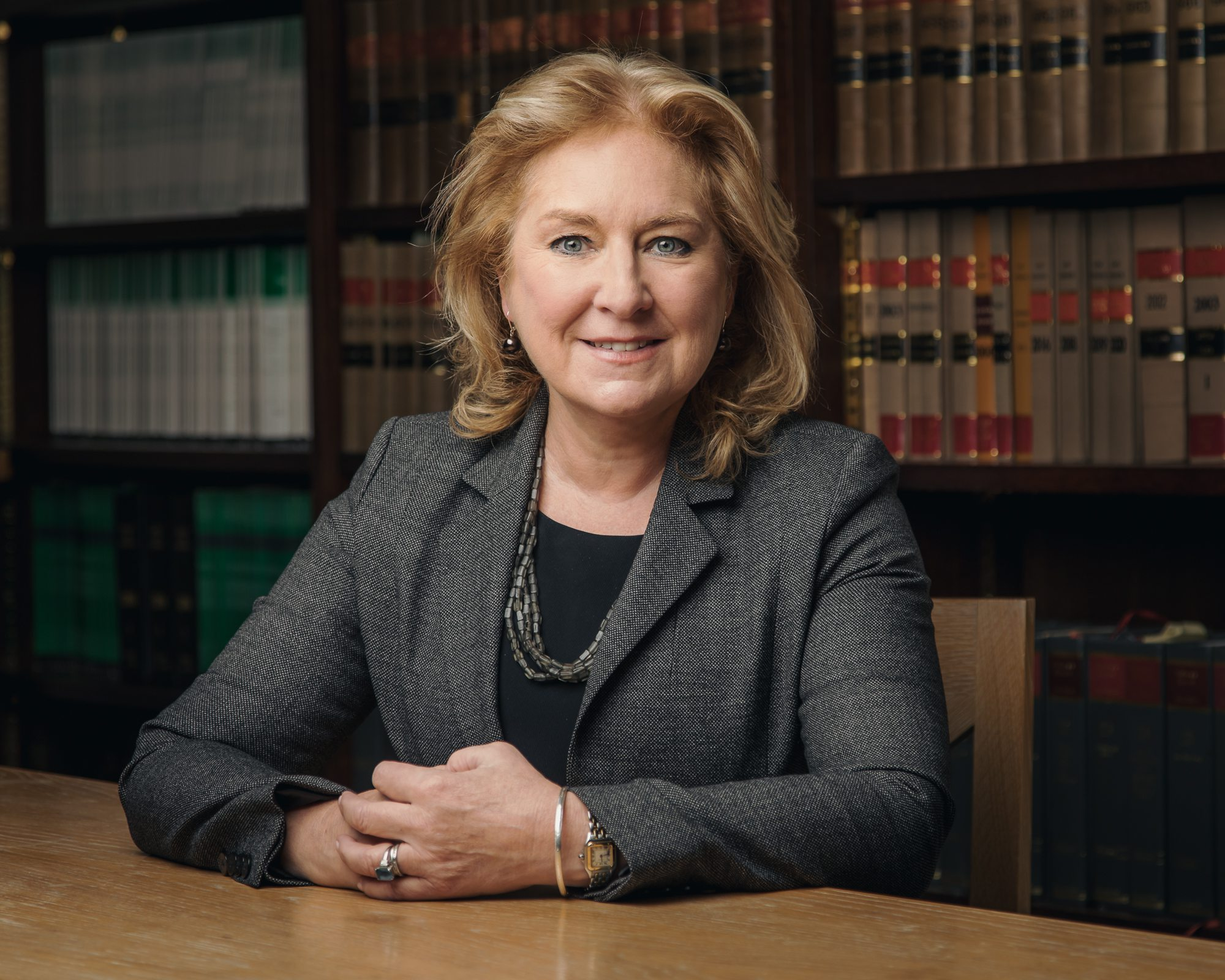
현직 최고법관 카오브월튼온더힐 여남작
(2023년 10월 1일 취임)

영국 최고법관 또는 잉글랜드와 웨일스의 최고법관, 로드 치프 저스티스(Lord Chief Justice)은 중세이래 로드 챈슬러(Lord Chancellor) 다음으로 사법부의 제2인자로서, 고위귀족인 대법관(lord chief justice)이 국가의 사법체계를 책임지고 그 아래로 각 주에 파견된 고등판사(justiciar)가 재판을 해왔다. 종신직이며, 고위귀족 1인이 치프 저스티스로 임명된다.
대법원장을 영어로 Chief Justice라고 한다. Justice는 대법관을 의미하므로, 수석대법관의 의미가 있다.

## 신설 대법원장
2005년 헌법개혁법(Constitutional Reform Act 2005)으로, 영국은 여러개의 대법원이 있으며, 의회와 겸직하던 기존 사법부 시스템을, 미국의 사법부 독립식 단일 대법원 체제로 바꾸었다. 이전까지는 영국 상원의장과 대법원장이 겸직(Lord Chancellor)을 하였으나, 의회로부터 대법원을 완전히 분리시켰다. 기존의 상원의장 겸 대법원장(Lord Chancellor)이 더 이상 대법원 재판업무를 보지 않게 했다. 따라서 중세이래 사법부 2인자였던 Lord Chief Justice가 대법원장이 되고, 사법부 1인자인 Lord Chancellor는 상원의장 겸 신설 법무부 장관이 되었다.
과거에 대법원은 상원 내에 설치되어 있어서 12명의 상원상임법관(Law Lords)들에 의하여 최종심이 운영되었으나 2009년 10월 상원으로부터 분리된 대법원이 설치됨으로써 입법부로부터 완전히 독립하게 되었다. 대법관은 모두 12명(1명은 여성)인데, 여왕이 Lord Chancellor(상원의장 겸 신설 법무부의 장관)를 통한 총리의 추천을 받아 최종적으로 임명한다. 대법관은 종신제가 원칙이나 재판업무는 75세까지만 종사할 수 있다.

## 에드워드 코크
유명한 영국 최고법관은 에드워드 코크 경이다. 근현대 역사에서 세계 최초로 법치주의 또는 법의 지배를 주장했다. 즉, 사실상, 법치주의 또는 법의 지배란 상호는 에드워드 코크가 상표권자다.
1606년 종교갈등으로 주교가 영국왕 제임스 1세를 상대로 소송을 제기, 대법원에서 왕이 패소했다. 분노한 왕은 영국 대법관들을 소집, 판결 취소 명령을 내렸다. 무릎을 끓고 용서를 구한 동료 법관들과 달리 영국 대법원장 에드워드 코크 경은 "법관의 임무를 수행할 뿐"이라며 버텼다. 그는 즉각 파면됐다. 재판관이 군주의 권력에 맞선 최초의 사례를 남겼으며, '보통법의 수호자'라고 불린다.
영국 최고법관을 지낸 이후, 영국 하원의원이 되었으며, 국왕의 권력을 견제하고 의회의 법률이 지배해야 한다는 권리청원의 초안을 작성했다.

## 같이 보기
- 윌리엄 머레이 - 18세기의 로드 치프 저스티스
- 로드 챈슬러
- 영국 대법관